# Cryptoplax burrowi
Cryptoplax burrowi är en blötdjursart som först beskrevs av E.A. Smith 1884.  Cryptoplax burrowi ingår i släktet Cryptoplax och familjen Cryptoplacidae. Inga underarter finns listade i Catalogue of Life.